# Północne Alpy Wapienne
Północne Alpy Wapienne (niem. Nördliche Kalkalpen) – jeden z trzech sektorów Alp Wschodnich. Rozciągnięty w kierunku wschód - zachód ciąg pasm górskich zbudowanych ze skał osadowych (głównie wapieni mezozoicznych), tworzący północną część Alp Wschodnich, rozciągający się od Lasu Bregenckiego w austriackim landzie Vorarlberg na zachodzie do Lasu Wiedeńskiego w landzie Dolna Austria i Wiednia na wschodzie. 
Północne Alpy Wapienne różnią się zarówno pod względem budowy geologicznej jak i krajobrazu od leżących na południe od nich Alp Centralnych. Granicę między nimi tworzy wąska, miejscami nieciągła strefa szarogłazowa. 
Najwyższymi szczytami Północnych Alp Wapiennych są Parseierspitze (3036 m n.p.m.) i Hoher Dachstein (2995 m n.p.m.). 

## Pasma górskie Północnych Alp Wapiennych (od wschodu do zachodu)
1. Las Wiedeński
2. Gutensteiner Alpen
3. Rax-Schneeberg-Gruppe
4. Mürzsteger Alpen
5. Türnitzer Alpen
6. Ybbstaler Alpen
7. Hochschwabgruppe
8. Alpy Ennstalskie
9. Oberösterreichische Voralpen
10. Totes Gebirge
11. Dachstein
12. Salzkammergut-Berge
13. Tennengebirge
14. Alpy Berchtesgadeńskie

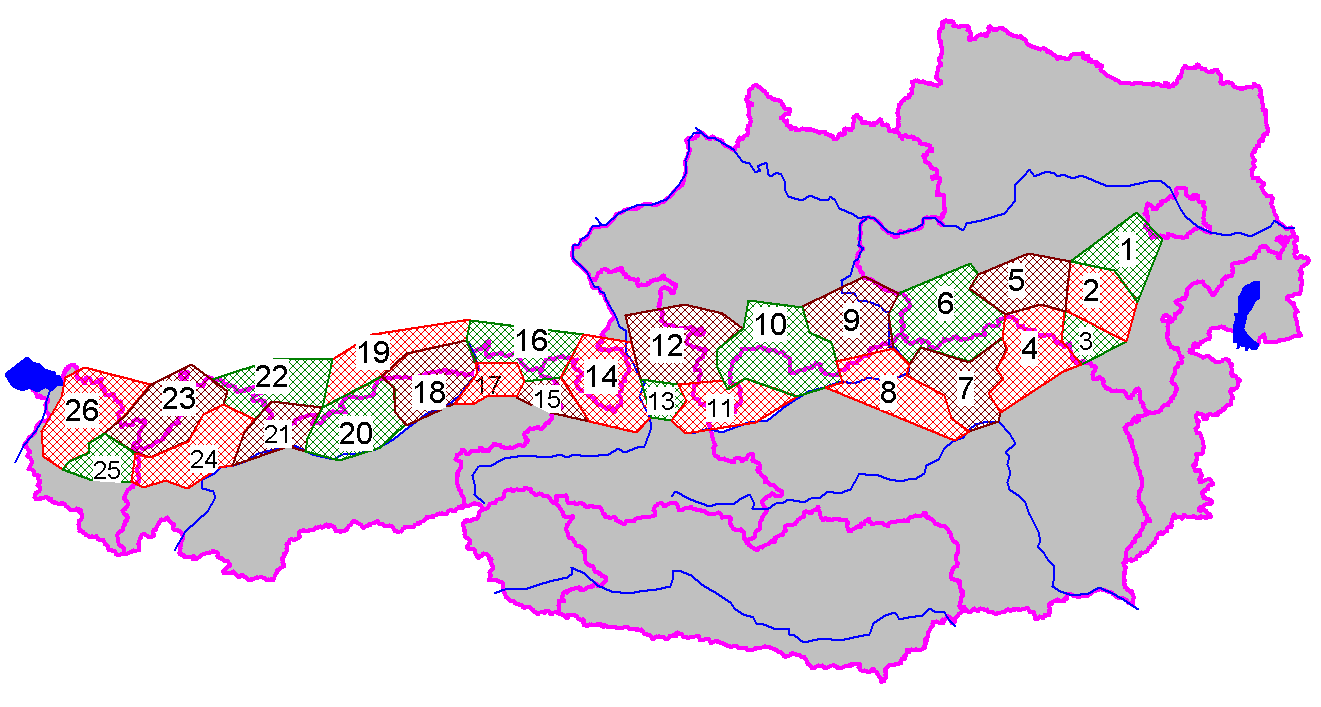
Grupy górskie Północnych Alp Wapiennych
(kolorem fioletowym zaznaczono granice państw oraz austriackich krajów związkowych)

15. Loferer Steinberge und Leoganger Steinberge
16. Chiemgauer Alpen
17. Kaisergebirge
18. Rofan (Brandenberger Alpen)
19. Alpy Bawarskie
20. Karwendel
21. Wettersteingebirge und Mieminger Kette
22. Ammergauer Alpen
23. Alpy Algawskie
24. Alpy Lechtalskie
25. Lechquellengebirge
26. Las Bregencki

## Geologia
Północne Alpy Wapienne zbudowane są ze skał osadowych - głównie wapieni i dolomitów. Wapienie reprezentują fację głębokomorską. Wiek tych skał określa się w zdecydowanej większości jako Trias (dolny mezozoik). Nad triasem leżeć powinny wapienie jurajskie, jednakże zostały one w znacznej mierze zerodowane i zachowały się głównie na północnych obrzeżach całego łańcucha. Formacje kredowe występują jedynie epizodycznie. Następstwo warstw nie jest jednak często zachowane ze względu na istnienie licznych nasunięć i płaszczowin. 
Na północnym skraju Północnych Alp Wapiennych znajduje się wąski pas sfałdowanych skał typu fliszowego, powstałych w trzeciorzędzie. Jest to odpowiednik molasy budującej tzw. 'jednostki helweckie' w Alpach Zachodnich. 
Północne Alpy Wapienne powstały na skutek ruchów górotwórczych orogenezy alpejskiej. Ich największe natężenie przypada na miocen. Na skutek nacisku sztywnego kontynentu afrykańskiego na ukształtowaną w paleozoiku platformę zachodnioeuropejską nastąpiło wówczas fałdowanie utwardzonych mezozoicznych osadów morskich i znaczne przesunięcie ich w kierunku północnym. Doszło wówczas do licznych nasunięć z wytworzeniem skomplikowanego systemu rozległych płaszczowin. Wielu geologów jest zdania, że w związku z wielkimi przesunięciami mas skalnych w kierunku północnym strefa korzeniowa płaszczowin i obalonych na północ fałdów znajduje się daleko na południu, nawet poza Alpami Centralnymi, mniej więcej w rejonie południowej strefy szarogłazowej. 
Wspomniane płaszczowiny wchodzą w skład wielkiej jednostki tektonicznej, zwanej jednostką austryjską. Badania wykazały, że osadowe skały okruchowe (zlepieńce) w obrębie jednostek austryjskich zawierają materiał (ziarna) pochodzące z niszczenia położonej daleko na południe od Alp platformy aupulijskiej. 
Północne Alpy Wapienne nasunięte są na leżące pod nimi młodsze utwory, wchodzące w skład jednostek helweckich. Ich skład litologiczny i facjalny różni się znacznie od jednostek austryjskich. Są to formacje, przeważnie o charakterze fliszu, wieku kredowego i paleogeńskiego. Wychodnie tych utworów znajdują się na północ od Północnych Alp Wapiennych i budują one tzw. Prelapy. Mają one charakter wąskiego lecz długiego pasa ułożonego równoleżnikowo. Ze względu na niezbyt dużą odporność na wietrzenie formacje fliszowe tworzą niewysokie wzgórza o obłych, łagodnie nachylonych kształtach. 
Południową granicę Północnych Alp Wapiennych stanowi wąska, lecz rozciągająca się równoleżnikowo na dużej długości tzw. północna strefa szarogłazowa, oddzielająca je od Alp Centralnych. 
W plejstocenie Północne Alpy Wapienne uległy zlodowaceniu. Obecny kształt gór jest w dużej mierze wynikiem działania lodowców. Występują formy rzeźby lodowcowej, z ostrymi niekiedy graniami, głębokimi dolinami i wysokimi ścianami skalnymi. Rzeźba lodowcowa nie jest jednak na ogół tak wyraźnie zaznaczona w terenie jak w Alpach Centralnych. Wyjątki stanowią masyw Dachstein, Alpy Salzburskie i Alpy Bawarskie o ostrych, typowo alpejskich formach. Obecnie lodowce zachowały się jedynie na Dachsteinie i w masywie Hochkönig. 
Ze względu na formacje wapienne występują liczne zjawiska krasowe, jak jaskinie, zapadliska, ponory, wywierzyska. 

## Literatura
- Gwinner M.P., (1978): Geologie der Alpen. Stratigraphie, Paläogeographie, Tektonik, Schweizerbart, ISBN 978-3-510-65315-7.
- Möbus G., (1997): Geologie der Alpen, Loga, ISBN 978-3-87361-249-5.
- Pfiffner A.O., (2009): Geologie der Alpen, Uni-Taschenbücher, ISBN 978-3-8252-8416-9.
- Ostalpen im Alpenvereins-Jahrbuch